# Caux, Hérault
Caux este o comună în departamentul Hérault din sudul Franței. În 2009 avea o populație de 2.528 de locuitori.

## Evoluția populației
| An        | 1975  | 1982  | 1990  | 1999  | 2006  | 2009  |
| --------- | ----- | ----- | ----- | ----- | ----- | ----- |
| Populație | 1.546 | 1.578 | 1.709 | 1.968 | 2.463 | 2.528 |